# Rüdesheimer Platz (stacja metra)
Rüdesheimer Platz – stacja metra w Berlinie, w dzielnicy Wilmersdorf, w okręgu administracyjnym Charlottenburg-Wilmersdorf na linii U3. Stacja została otwarta w 1913.